# 아타리 비디오 게임 무덤

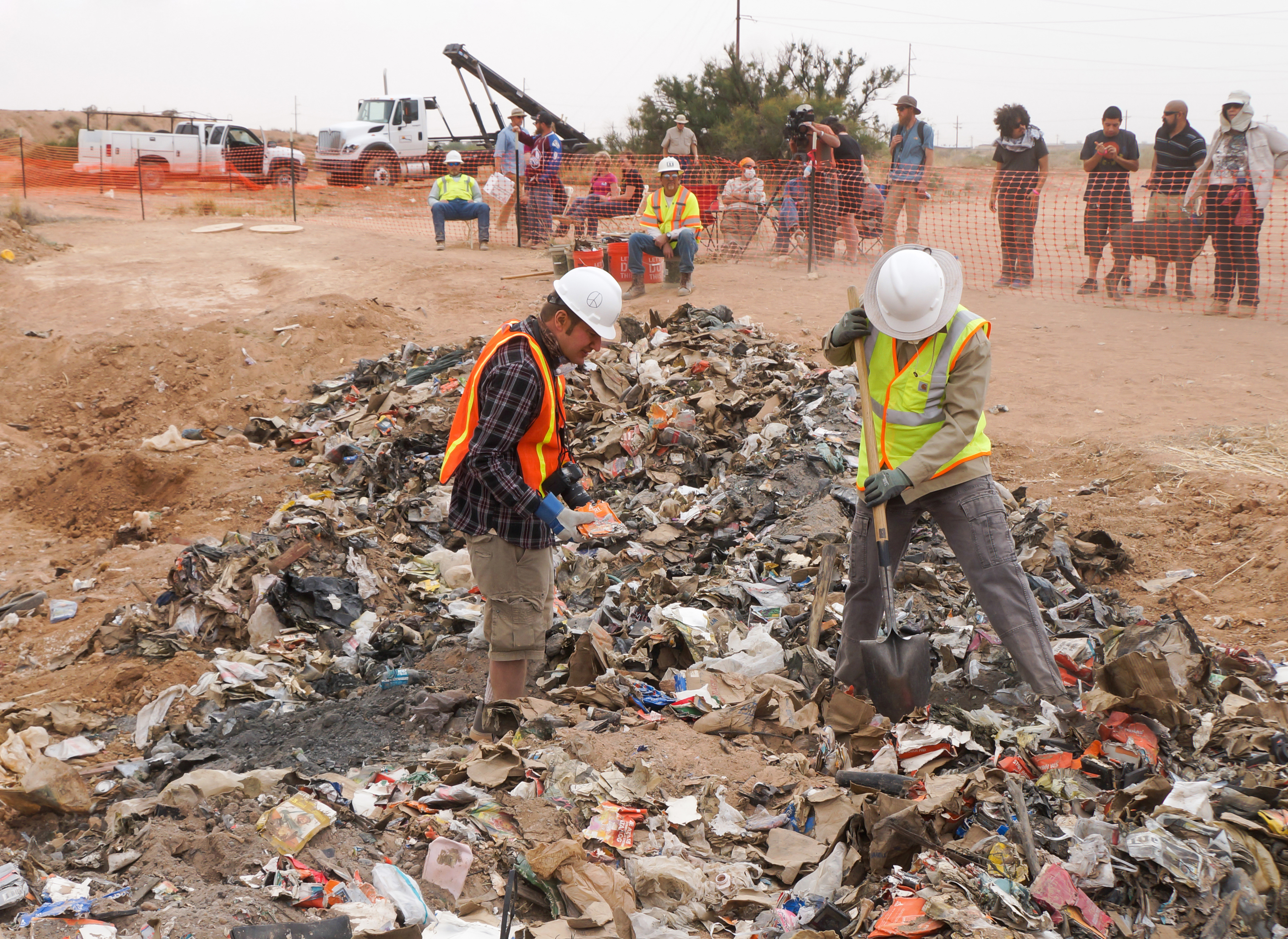
아타리 비디오 게임 무덤 발굴 현장

아타리 비디오 게임 무덤(Atari video game burial)이란, 1983년 미국의 비디오 게임 및 콘솔 회사 아타리가 미국 뉴멕시코주의 매립지에 미처 팔지 못한 게임 카트리지, 게임 콘솔, 가정용 컴퓨터 등을 대량으로 매립한 것을 말한다. 2014년에 그 존재가 다시 확인되기 전까지는 이 무덤에 역대 최악의 실패를 겪은 동시에 역사상 최악의 작품으로 거론되곤 하는 《E.T.》와, 상업적으로는 성공했지만 혹평을 받았던 아타리 2600용 《팩맨》 중 팔리지 못한 것들이 묻혀 있을 거라는 소문이 돌았다.
무덤 이야기가 처음으로 언론에 보도된 이후 그 진의와 범위를 두고 의혹이 제기되었고, 결국에는 도시전설로 치부되는 경우가 많았다. 여하간 이 무덤은 하나의 문화적 아이콘이자, 1983년 기록적인 판매 부진으로 모회사가 아타리 주식회사를 매각하게 만들었던 1983년 비디오 게임 위기를 되새기게끔 하는 대상이 되었다. 무덤 안에 담긴 《E.T.》의 개수는 수백만 개에 달할 것이라는 이야기가 있었지만, 옛 아타리 관계자들은 그 수가 70만 개 가량이며 《E.T.》 뿐만이 아닌 여러 가지 게임들이 섞여들어갔다고 확인하였다.
2014년 다큐멘터리 《아타리: 게임 오버》 제작의 일환으로, 퓨얼 인더스트리와 마이크로소프트 등이 뉴멕시코주 정부와 함께 매립지 내용물의 실체를 확인하기 위해 무덤 위치로 추정되는 부지에서 발굴 작업을 시작했다. 그리고 2014년 4월 26일, 탐사단은 버려진 게임 카트리지와 게임기를 발견하는 데 성공했다. 다만 발굴 기간 동안에는 1,300개라는 극히 소수의 카트리지만이 발견되었으며, 이 중 일부는 큐레이션으로 배포, 나머지는 무덤을 기념하는 박물관의 건립자금을 모으기 위해 경매에 부쳤다.

## 같이 보기
- 2세대 비디오 게임기